# Ulrich Spiegelberg
Ulrich Spiegelberg (* 5. April 1956; † 8. August 2018 in Heidelberg) war ein deutscher Kinderarzt, Lokalhistoriker und Heimatforscher. 

## Leben
Ulrich Spiegelberg wurde 1981 mit einer Arbeit zur Rolle des cyclischen Adenosinmonophosphats im Zusammenhang mit hypergonadotropem Hypogonadismus bei Niereninsuffizienz zum Doktor der Medizin promoviert. Von 1983 bis zu seinem Tod war er als Kinder- und Jugendmediziner in einer Eberbacher Gemeinschaftspraxis tätig. Am 30. Januar 2008 wurde ihm der Hessische Verdienstorden am Bande verliehen.
Spiegelberg lebte  in Hirschhorn (Neckar), war verheiratet und Vater zweier Kinder.

## Wirken
Im Rahmen seiner ortsgeschichtlichen Forschung befasste sich Ulrich Spiegelberg insbesondere mit der Hirschhorner und Eberbacher (Kirchen-)Geschichte in Mittelalter und Neuzeit. Ab 2004 erschienen 14 seiner Beiträge im jährlich veröffentlichten Eberbacher Geschichtsblatt.  Darüber hinaus verfasste Spiegelberg drei Monographien zur Geschichte der Stadt Hirschhorn am Neckar, der Burg Hirschhorn und den vier Hirschhorner Kirchen, einige davon als Teil der Schriftenreihe der Staatlichen Schlösser und Gärten Hessen. Heimatkundlich befasste er sich unter anderem auch mit der Agrargeschichte des Finkenbachtals.
Spiegelberg gestaltete maßgeblich die Ausstellung des Hirschhorner Langbein-Museums mit und war Vorsitzender des Vereins „Freundeskreis Langbein’sche Sammlung und Heimatmuseum Hirschhorn“. Des Weiteren  gehörte er zum Vorstand des „Fördervereins Klosterkirche Hirschhorn“ und initiierte in letzterer stattfindende Konzertreihen, bei denen er mitunter selbst als Pianist auftrat.
Auch durch seine Tätigkeit als einer von wenigen Kinderärzten in der Eberbacher Umgebung genoss Spiegelberg regionale Bekanntheit und Ansehen.

## Werke

### Monographien
- Ulrich Spiegelberg: Das Schloss Hirschhorn am Neckar. Von der Ritterburg des 13. Jahrhunderts zum Renaissanceschloss. Schnell & Steiner, Regensburg 2008, ISBN 978-3-7954-2026-0 (48 S.).
- Ulrich Spiegelberg: Das Schloss Hirschhorn am Neckar. Von der Ritterburg des 13. Jahrhunderts zum Renaissanceschloss. Schnell & Steiner, Regensburg 2008, ISBN 978-3-7954-6664-0 (19 S.).
- Ulrich Spiegelberg: Hirschhorn Castle on the Neckar river. From 13th Century Knight’s Fortress to Renaissance Castle. Schnell & Steiner, Regensburg 2008, ISBN 978-3-7954-6665-7 (englisch, 19 S.).
- Ulrich Spiegelberg: Hirschhorn. Stadt und Umgebung. Hrsg.: Magistrat der Stadt Hirschhorn. Deutscher Kunstverlag, München, Berlin 2007, ISBN 978-3-422-02087-0 (104 S.).
- Ulrich Spiegelberg: Hirschhorn und seine Kirchen. Hrsg.: Katholische Pfarrgemeinde. Deutscher Kunstverlag, München 2006, ISBN 978-3-422-02036-8 (80 S.).
- Ulrich Spiegelberg: Hypergonadotroper Hypogonadismus bei akuter und chronischer Niereninsuffizienz. Tierexperimentelle Studien zur Histomorphologie und Pathobiochemie des cAMP-Systems des Hodens. Heidelberg 1981, DNB 820862754 (92 S.).

### Beiträge in Sammelwerken
- Ulrich Spiegelberg: Die „Eiermann’sche Mühle“ (um 1820). In: Eberbacher Geschichtsblatt. Band 103, 2004, S. 121–125.
- Ulrich Spiegelberg: Das Hochwasser von 1497 in Hirschhorn und Eberbach – Älteste Zeugnisse von Hochwasser im Neckartal. In: Eberbacher Geschichtsblatt. Band 105, 2006, S. 48–60.
- Ulrich Spiegelberg: Ordnung im Gottesdienst – Quellen aus der Hirschhorner Kirchengeschichte als Beispiel für das Verhältnis zwischen Herrschaft und Kirche. In: Eberbacher Geschichtsblatt. Band 106, 2007, S. 64–70.
- Ulrich Spiegelberg: Eberbach im Spiegel früher landeskundlicher Schriften,                                          alter Reisebeschreibungen und Ortsgraphiken. In: Eberbacher Geschichtsblatt. Band 107, 2008, S. 63–70.
- Ulrich Spiegelberg: Zu den Ursprüngen der Burg und Herren vom Hirschhorn – Ein Prolog. In: Eberbacher Geschichtsblatt. Band 108, 2009, S. 119–123.
- Ulrich Spiegelberg: Die Herren vom Hirschhorn – Ihre Herkunft und die Anfänge ihrer Herrschaft im Hintergrund der Territorialgeschichte des unteren Neckartales. In: Eberbacher Geschichtsblatt. Band 109, 2010, S. 79–98.
- Ulrich Spiegelberg: Die Herren vom Hirschhorn – Ihre Herkunft und die Anfänge ihrer Herrschaft im Hintergrund der Territorialgeschichte des unteren Neckartales. Teil 2. In: Eberbacher Geschichtsblatt. Band 110, 2011, S. 78–102.
- Ulrich Spiegelberg: Die Herren vom Hirschhorn – Ihre Herkunft und die Anfänge ihrer Herrschaft im Hintergrund der Territorialgeschichte des unteren Neckartales. Teil 3. In: Eberbacher Geschichtsblatt. Band 111, 2012, S. 102–119.
- Ulrich Spiegelberg: Die Herren vom Hirschhorn – Ihre Herkunft und die Anfänge ihrer Herrschaft im Hintergrund der Territorialgeschichte des unteren Neckartales. Teil 4. In: Eberbacher Geschichtsblatt. Band 112, 2013, S. 53–77.
- Ulrich Spiegelberg: Die Herren vom Hirschhorn – Ihre Herkunft und die Anfänge ihrer Herrschaft im Hintergrund der Territorialgeschichte des unteren Neckartales. Teil 5. In: Eberbacher Geschichtsblatt. Band 113, 2014, S. 105–121.
- Ulrich Spiegelberg: Die Herren vom Hirschhorn und ihre Herrschaft – Abschluss der Herrschaftsbildung unter Hans V. und Eberhard II. vom Hirschhorn. In: Eberbacher Geschichtsblatt. Band 114, 2015, S. 101–129.
- Ulrich Spiegelberg: Über das Almosenwesen in Eberbach und Hirschhorn. In: Eberbacher Geschichtsblatt. Band 115, 2016, S. 79–104.
- Ulrich Spiegelberg: „In den alten Almosenrechnungen des 17., 18. und frühen 19. Jahrhunderts geblättert“ – Ein erster Einblick. In: Eberbacher Geschichtsblatt. Band 116, 2017, S. 153–155.
- Ulrich Spiegelberg: Behandlung und Pflege von Kranken und Bedürftigen – Aus den alten Hirschhorner Almosenrechnungen des 17., 18. und frühen 19. Jahrhunderts. In: Eberbacher Geschichtsblatt. Band 117, 2018, S. 112–134.